# 柳家初花
柳家 初花（やなぎや しょっぱな、1979年3月7日 - ）は、落語協会に所属していた元落語家（二つ目）。俳優。神奈川県出身。本名及び現在の俳優としての活動名は田村 和也（たむら かずや）。グッドラックカンパニー所属。

## 来歴
サレジオ学院高等学校を経て、1997年早稲田大学第二文学部入学。翌年三鷹の武蔵野芸能劇場で初めて落語を生で聴く。1999年柳家花緑に入門。前座名「初花」を大師匠五代目小さんに命名される。
2004年に柳家さん弥、林家ほや平、柳家右太楼と共に二ツ目昇進。
2013年12月28日に廃業。本名で俳優に転向。会社員でもある。

## 人物
趣味はプロレス観戦、ダーツ。特技バドミントン。
2006年1月に四派合同二ツ目以下の若手で旗揚げした『平成噺し座』の一人でもある。
DDTプロレスリング認定 第755代アイアンマンヘビーメタル級王座王者。

## 出演・他

### 田村和也として
- 日経スペシャル カンブリア宮殿「ダイソー」（2018年1月18日、テレビ東京）- 再現ドラマ・矢野博丈役
- ファミリーマートCM・クリスマスケーキ“パパの崩壊篇”(2018年）[5]
- 僕ら的には理想の落語(2021年、ムービック）- 番組監修
- 拝啓、永田町  (土田ひろかず監督、2021年）
- 近江商人、走る!（三野龍一監督、ラビットハウス、2022年）- 熊綱 役[6]